# Am Siel
Am Siel (englischer Titel: At Sluice) ist ein Dokumentarfilm in Schwarzweiß aus Deutschland von Regisseur Peter Nestler aus dem Jahr 1962. Der Film wurde am 12. Februar 1963 uraufgeführt. Der Film dokumentiert das Leben in einem Dorf am Ende eines Entwässerungskanals in Ostfriesland, heute Dornumersiel.

## Inhalt
Als ein Siel bezeichnet man einen Entwässerungskanal in einem Deichgebiet. In seinem ersten Film lässt Peter Nestler das Siel über ein nordfriesisches Dorf erzählen. Der Text aus dem Off beginnt folgendermaßen: „Ich bin ein altes Siel, an dessen Ende ein Dorf liegt. Ich weiß nicht, ob das Dorf gern gefilmt worden ist, denn wer wie ich tot zwischen dem Schlick liegt, hat mit scharfen Augen nicht viel im Sinn. Zwischen Holzpfählen und verschlungenen Weidengerten wird meine Fahrtrinne freigehalten. Ein kleines Flüsschen speist sie. Meine Geschichte ist von Wasser und Schlamm zermahlen, aus ihr ist das rechts und links gewonnene Land gebaut, und die Wellen der Fischerboote sind in diesem Land verebbt.“
Fast ohne Unterbrechungen wird das alte Siel weitererzählen, während die Kamera behutsam an ihm entlangzieht und die Schiffe am Ende der Fahrrinne aufsucht, ebenso wie das alte Gasthaus mit seinen Menschen, die Post, die schlammigen Straßen und das Kriegerdenkmal.
Das Siel nimmt während seiner Betrachtungen fast menschliche Eigenschaften an. Im Gegensatz zu der Betriebsamkeit der Menschen im Dorf liegt das alte Siel erschöpft und fast zeitlos zwischen Dorf und Meer. Melancholisch betrachtet es das Leben in seinem Dorf, in dem die Menschen ihrer Arbeit nachgehen, sich im Gasthaus treffen, Kinder erziehen und sie in die Schule schicken, aber auch in Kriege ziehen, um daraus nicht mehr zurückzukehren.
Die Wahrnehmung des Dorfes liegt jenseits einer nüchternen Beschreibung, verstört durch die Unmöglichkeit des Sprechers und wird durch die ungewöhnliche Montagetechnik von Bild und Ton zu einem poetischen Stück Arbeit.

## Rezeption
In einem Interview mit Peter Nestler berichtet, dass der Film für ihn die Chance gewesen sei, Deutschland in einem Dorf zu spiegeln. Kurt Ulrich und er seien in den Sechzigerjahren besonders von der Montagetechnik in Sergei Eisensteins Film Panzerkreuzer Potemkin (1925) beeinflusst gewesen. Einer der Vorteile ihrer damaligen finanziellen Not und Knappheit an Filmmaterial sei gewesen, dass man sehr sorgsam mit dem noch vorhandenen Metern Film hätte umgehen müssen. Das hätte bewirkt, wie mit einem Stück Kreide zeichnen zu müssen, statt in Öl zu malen.
Der Film fixer Bestandteil von Retrospektiven, etwa jene die anlässlich seines achtzigjährigen Geburtstages von Peter Nestler weltweit gezeigt werden.
Am Siel ist aktuell in einer DVD mit dem Gesamtwerk Peter Nestlers zugänglich, der ursprüngliche 16-mm-Film wurde auf DCP - (Digital Cinema Package) transferiert.